# سوزوكي ماتسو
سوزوكي ماتسو (بالكانا:まつお スズキ) هو رائد وكاتب مسرحي وروائي وكاتب سيناريو ومخرج وممثل ياباني، ولد في 15 ديسمبر 1962 بكيتاكيوشو في اليابان. من الجوائز التي نالها Japan Academy Film Prize for Screenplay of the Year ‏ سنة 2008.

## جوائز
- Japan Academy Film Prize for Screenplay of the Year [الإنجليزية]‏ (2008)

## وصلات خارجية
- سوزوكي ماتسو على موقع IMDb (الإنجليزية)
- سوزوكي ماتسو على موقع ألو سيني (الفرنسية)
- سوزوكي ماتسو على موقع أول موفي (الإنجليزية)
- سوزوكي ماتسو على موقع قاعدة بيانات الفيلم (الإنجليزية)
- سوزوكي ماتسو على موقع كينوبويسك (الروسية)